# Estreito da Calheta
Estreito da Calheta es una freguesia portuguesa del municipio de Calheta en Madeira, con 13,40 km² de área y 1630 hab. Estreito da Calheta se une fácilmente de Calheta a Funchal y Prazeres. Al Sur tiene costa con el océano Atlántico y al oeste tiene muchas montañas. Este pueblo tiene 3 escuelas, 1 liceo, 3 plazas y un gimnasio.

## Freguesiaspróximas
- Madalena do Mar
- Prazeres

- Datos: Q2995846
- Multimedia: Estreito da Calheta / Q2995846

1. ↑  Worldpostalcodes.org,código postal n.º 9370-111.